# Donje Međurovo
Donje Međurovo (em cirílico: Доње Међурово) é uma vila da Sérvia localizada no município de Palilula, pertencente ao distrito de Nišava, na região de Ponišavlje. A sua população era de 1691 habitantes segundo o censo de 2011.

## Demografia
| 1948 | 1953 | 1961 | 1971 | 1981 | 1991 | 2002 | 2011 |
| ---- | ---- | ---- | ---- | ---- | ---- | ---- | ---- |
| 1251 | 1341 | 1423 | 1384 | 1475 | 1480 | 1414 | 1691 |